# بئر حاج خليف (الرقة)
بئر حاج خليف قرية سورية تتبع ناحية الجرنية في منطقة الثورة في محافظة الرقة. بلغ عدد سكانها 94 نسمة في عام 2004 حسب إحصاء المكتب المركزي للإحصاء.